# Alizarina
L'alizarina è un composto organico tossico di produzione parallela a quella dell'antracene. La sua formula bruta è C14H8O4.

## Applicazioni
Per rosso d'alizarina s'intende un colorante di colore rosso estratto anticamente dalla radice della Rubia tinctorum. La parola alizarina deriva dall'arabo al-usara, che significa succo.
Nel 1826 il chimico francese Pierre Jean Robiquet scoprì che l'alizarina era il principale componente della lacca di robbia, assieme alla chinizarina e alla purpurina.
L'alizarina è stato il primo colorante naturale ad essere riprodotto per via sintetica, nel 1858.
La forma sintetica, a differenza della miscela naturale, presenta una colorazione più definita e riproducibile in quanto nel processo di estrazione e lavorazione spesso le impurezze portavano a differenze nella composizione e dunque nella colorazione. A causa della sua debole capacità di legarsi ad un supporto pittorico o tessile viene utilizzata principalmente sotto forma dei suoi complessi con svariati metalli tra cui ferro, rame, ossido di magnesio, alluminio, tali complessi hanno una struttura chelata nelle posizioni 1,9 o 1,2 dell'anello. L'effetto della coordinazione si osserva nella modifica dei livelli energetici tra gli orbitali più esterni, portando a una modificazione della colorazione dal rosso verso il blu a seconda del metallo impiegato. Al giorno d'oggi, nel campo della pittura e tintura delle pelli è stata sostituita quasi completamente da altri coloranti più stabili alla luce (ad esempio quinacridone) mentre trova attuali applicazioni in chimica analitica per la determinazione di alcuni metalli tramite complessazione. In futuro potrebbe avere un ruolo molto importante per la fabbricazione delle celle solari a colorante fotosensibilizzato DSSC.
In geologia è utilizzato come colorante, per indicare la presenza di minerali di carbonato di calcio (calcite e aragonite).

## Struttura
Lo scheletro dell'alizarina ha una struttura 9,10-antrachinonica con due sostituenti ossidrilici nelle posizioni 1 e 2. Questi gruppi ossidrilici, oltre a spostare l'assorbimento di energia nella regione visibile dello spettro elettromagnetico (sono gruppi cromofori), sono responsabili del legame indiretto della molecola con un supporto, cioè la base pittorica di un dipinto (es. legno, tela). Il legame della molecola con il supporto non avviene direttamente, ma per mezzo di un centro metallico che si può legare tra il carbonile in posizione 9 e l'ossidrile 1 oppure con i due gruppi ossidrilici in posizione 1 e 2. Il termine specialistico nella chimica dei beni culturali per l'alizarina è quello di colorante al mordente, dove per mordente si intende il metallo che fa da tramite tra la molecola e il supporto pittorico. La struttura della molecola e dei suoi complessi non è semplice da descrivere in dettaglio, in quanto sono possibili numerose tautomerie chetoenoliche o isomerie di legame il cui effetto globale può anche avere notevoli influenze sulle proprietà di colorazione della tinta.

## Proprietà cromofore
I gruppi responsabili della colorazione rossa della molecola sono i due ossidrili e i carbonili, cioè i suoi gruppi cromofori. La spettroscopia ultravioletta/visibile della molecola consente di descrivere le proprietà microscopiche responsabili delle proprietà macroscopiche come ad esempio quali sono le transizioni responsabili della colorazione della molecola. Nel nostro caso, lo spettro mostra essenzialmente due bande, la prima dovuta a transizioni π-π nell'intervallo 200-300 nm e un'altra anch'essa a transizioni π-π a circa 450 nm. La prima banda, trovandosi nell'ultravioletto, non apporta contributi significativi alla colorazione, mentre la posizione della seconda banda (450-500 nm) trovandosi nel campo visibile, determina in maniera talvolta peculiare la colorazione della molecola. È proprio la posizione di quest'ultima banda, che se modificata per effetto della coordinazione del mordente, porta ad una significativa variazione della colorazione della molecola.